# Dippen
Dippen ist eine Grußhandlung durch kurzes Nieder- und Aufholen einer Flagge in der Schifffahrt an Bord eines Schiffes. Dies dient zum Gruße der Schiffsbesatzung eines vorbeifahrenden Schiffes.
Beim Dippen wird die jeweilige Nationalflagge (Heimatflagge) zu einem Drittel bis zur Hälfte niedergeholt und – nachdem der Gruß durch das gegrüßte Schiff erwidert wurde – wieder gehisst. Der Gegrüßte kann auch auf das Erwidern des Grußes verzichten. Bei kleinen Booten, bei denen die Flagge nur an einer Stange am Heck befestigt ist, wird die Stange kurz aus der Verankerung gezogen und mit der Flagge waagrecht gehalten oder kurz nach unten geneigt. Danach wird die Stange wieder befestigt.
Der Gruß ist sowohl in der militärischen als auch in der zivilen Schifffahrt üblich. Das Dippen ist vor allem in der internationalen Seeschifffahrt verbreitet und gilt als ein Teil der traditionellen Seemannskultur. Grundsätzlich grüßen kleinere Schiffe größere und zivile Fahrzeuge militärische zuerst. Trifft man auf einen ganzen Schiffskonvoi oder Geleitzug, so wird nur der Führende gegrüßt, die restlichen Schiffe gelten damit ebenfalls als gegrüßt.

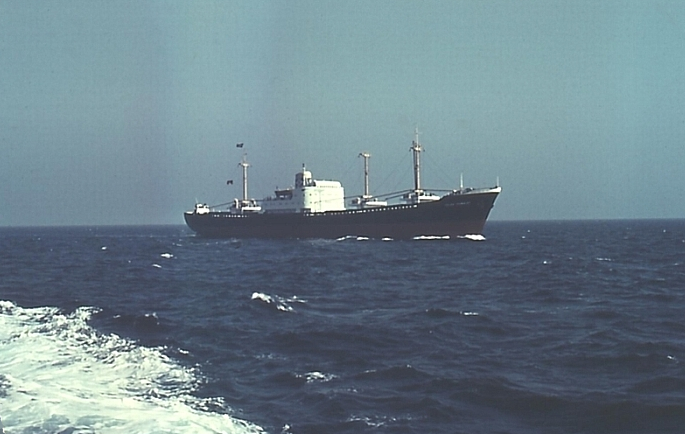
Zu erkennen: Die gedippte Handelsflagge unterhalb der Gaffel
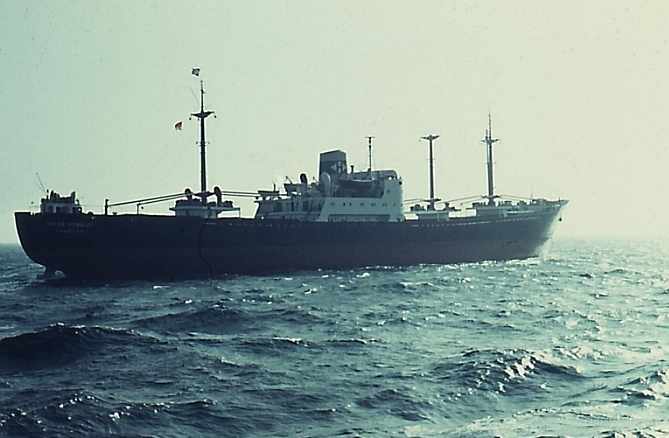
Die gedippte Flagge und die Reedereiflagge am Topp des Großmasts